# Madrasat al-ʿAttārīn

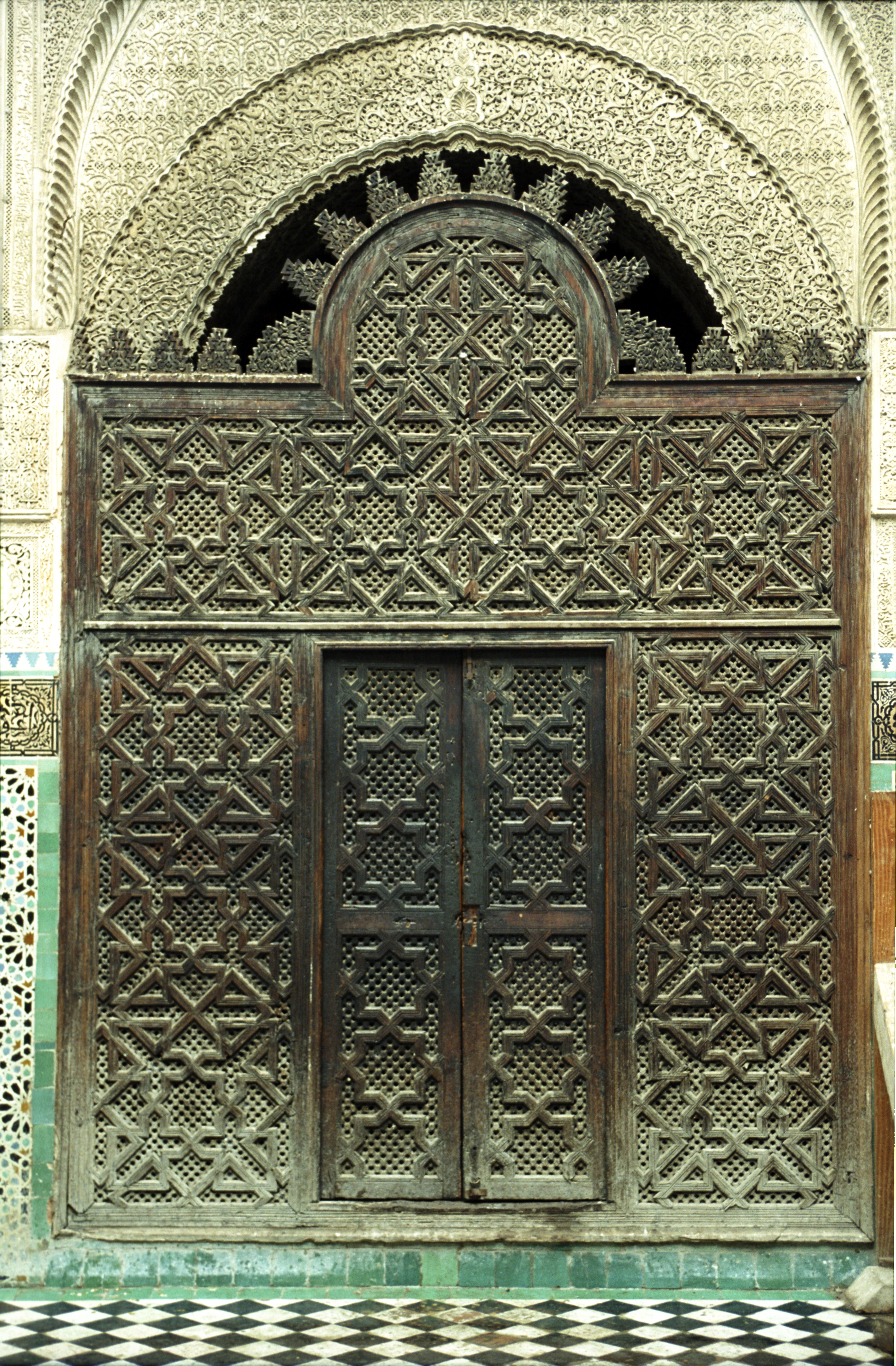
Maschrabiyya-Gitterschranke und Stuckornamentik in der Medersa Attarine

Die Madrasat al-Attārīn (arabisch مدرسة العطارين, DMG Madrasat al-ʿAṭṭārīn) in der Medina von Fès ist eine ehemalige Koranschule in Marokko. Zusammen mit anderen Bauten gehört sie zur von der UNESCO im Jahr 1981 als Weltkulturerbe anerkannten Medina von Fès.

## Lage
Die Madrasat al-Attārīn liegt im Zentrum der Altstadt (medina) von Fès-el-Bali unmittelbar neben der Kairaouine-Moschee und angrenzend an den Suq der Gewürz- und Parfümhändler (Suq al-’Attarin), von dem sich ihr Name herleitet.

## Geschichte
Die Madrasa wurde in den Jahren 1323 bis 1325 im Auftrag des Merinidensultans Abu Said Uthman erbaut. Sie war noch bis zum Beginn des 20. Jahrhunderts in Nutzung.

## Architektur
Die äußerlich unscheinbare, aus – an keiner Stelle sichtbaren – Ziegelsteinen gemauerte, Koranschule besteht aus mehreren Teilen: einem etwa 3 m² großen Vorraum, einem etwa 7 × 10 m messenden Innenhof mit zentraler Brunnenschale aus Marmor, einem angrenzenden ca. 5 × 6 m messenden Gebetsraum mit einer nach Osten (Mekka) weisenden Mihrab-Nische und einem Annexraum, in welchem sich die Wohn- und Schlafzellen der Koranschüler befinden.

### Vorraum
Das Eingangsportal zum Innenhof im reich mit Stuckdekor überzogenen und mit einer handwerklich exakt gearbeiteten Artesonado-Decke abschließenden Vorraum ist mit einer aus gedrechselten Holzstäben zusammengefügten Maschrabiyya-Gitterschranke verschlossen.

### Hof
Der Fußboden des nicht überdachten Innenhofs zeigt ein mehrfarbiges Kachelmosaik aus größeren Platten, welches die quadratische Marmoreinfassung und das kleinteilige runde Kachelmosaik in unmittelbarer Umgebung der zentralen Brunnenschale einfasst; auch die Sockelzone der Wand ist bis zu einer Höhe von ca. 1,50 m mit kleinteiligem Mosaik verziert – darüber befindet sich ein Inschriftband mit Koranzitaten aus schwarzglasierten Kacheln. Mehrere vorgestellte oder freistehende Säulen ragen in die reich mit Stuckornamenten (Muqarnas-Bögen und Rautenmuster) dekorierte Mittelzone hinein. Der obere Teil der Innenhofwände besteht aus beschnitzten Zedernholzbalken, die aus den Bergen des Mittleren und Hohen Atlas herbeigeschafft werden mussten. Insgesamt ergibt sich ein überaus dekoratives Zusammenspiel von verschiedenen Materialien (Kacheln, Stuck und Holz) mit einem vielfältigen Formenrepertoire.

### Gebetsraum
Ein mit Muqarnasornamenten abschließender Eingangsbogen leitet über zum Gebetsraum, dessen Fußboden- und Wanddekor im unteren Bereich deutlich einfacher gehalten ist als im Innenhof. Darüber setzt allerdings ein feingearbeitetes Stuckdekor an, welches seinen Höhepunkt in der Ausgestaltung der Kalotte der Mihrab-Nische findet. Ein weiteres Glanzstück ist die Artesonado-Decke, deren unterer Teil mehrfach gebrochen ist. Von der Decke hängt ein aus mehreren Ringen bestehender Bronzeleuchter herab, der wahrscheinlich noch aus der Entstehungszeit der Medersa stammt.

### Annexbau
Die Wohn- und Schlafkammern der Koranschüler im vom Vorraum aus betretbaren Annexbau sind äußerst beengt und vollkommen schmucklos.

## Ornamentik
Der alle Böden und nahezu alle Wandsegmente in Horror-Vacui-Manier überziehende Ornamentschmuck der Medersa zeigt beinahe ausschließlich abstrakt-geometrische Motive, die im Prinzip jeweils unendlich aneinandergereiht werden können. Vegetabilische Formen sind nur ansatzweise erkennbar; figürlicher Schmuck fehlt völlig (siehe Bilderverbot im Islam).

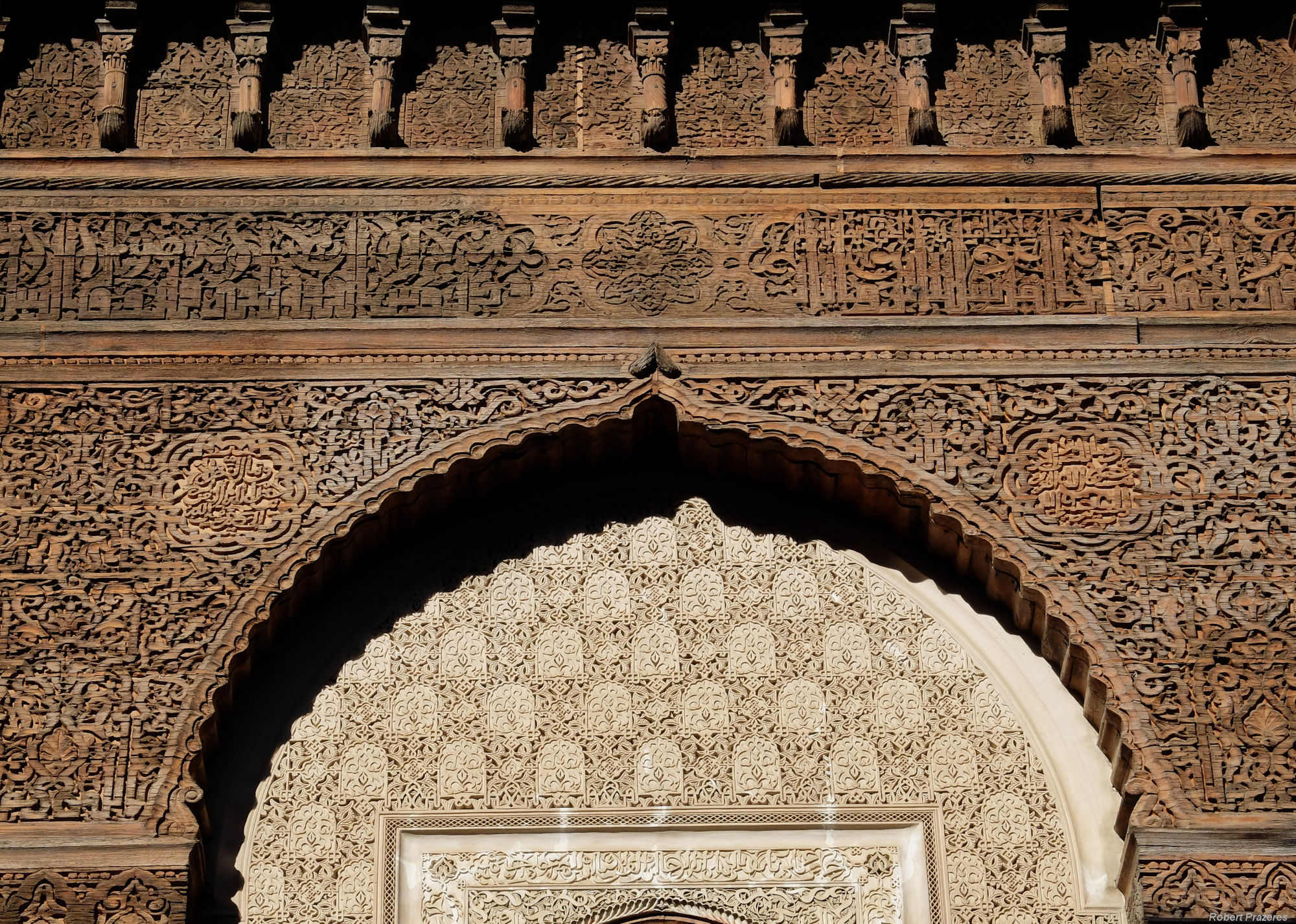
Holz- und Stuckdekor
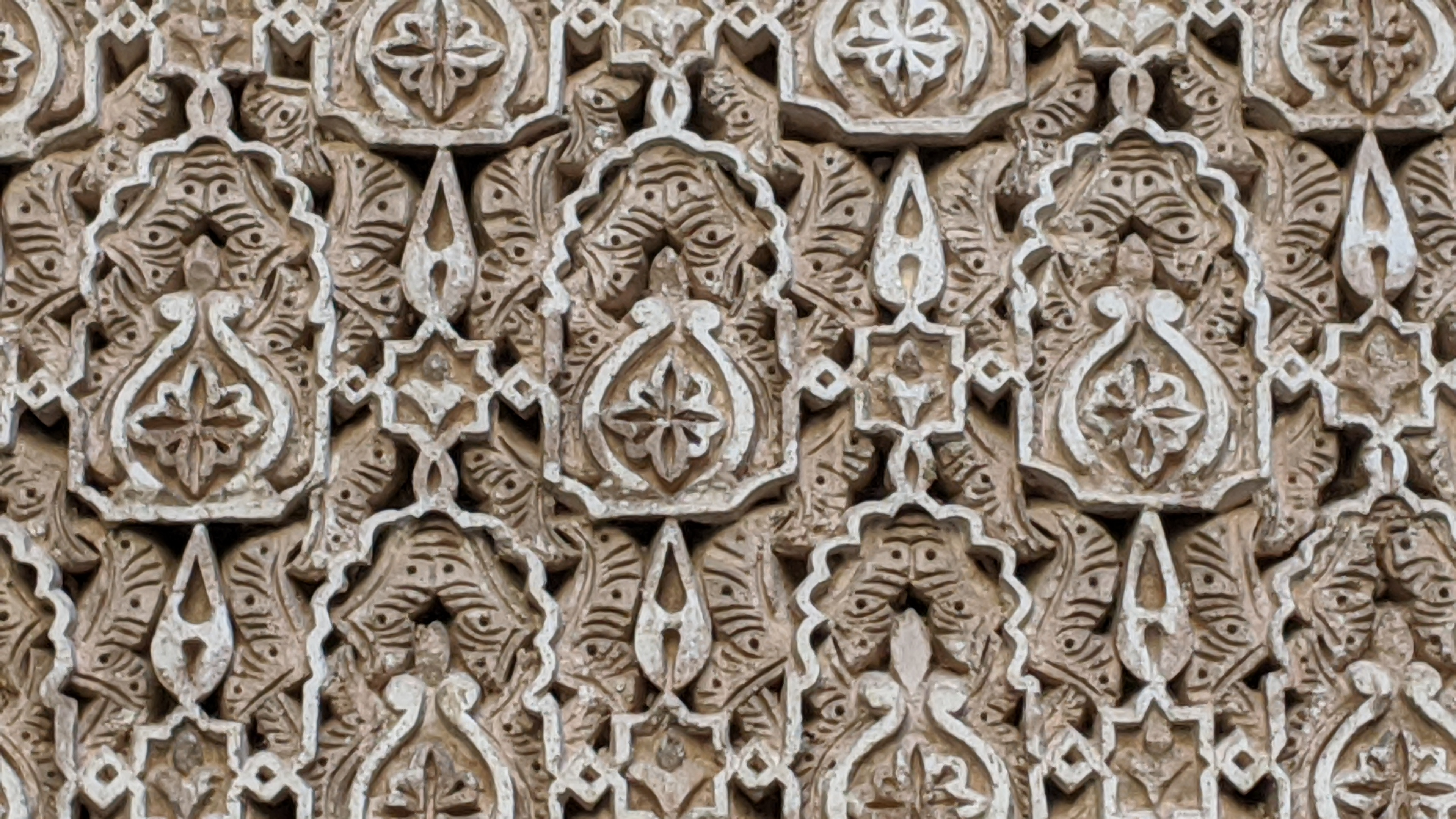
Stuckdekor (Detail)
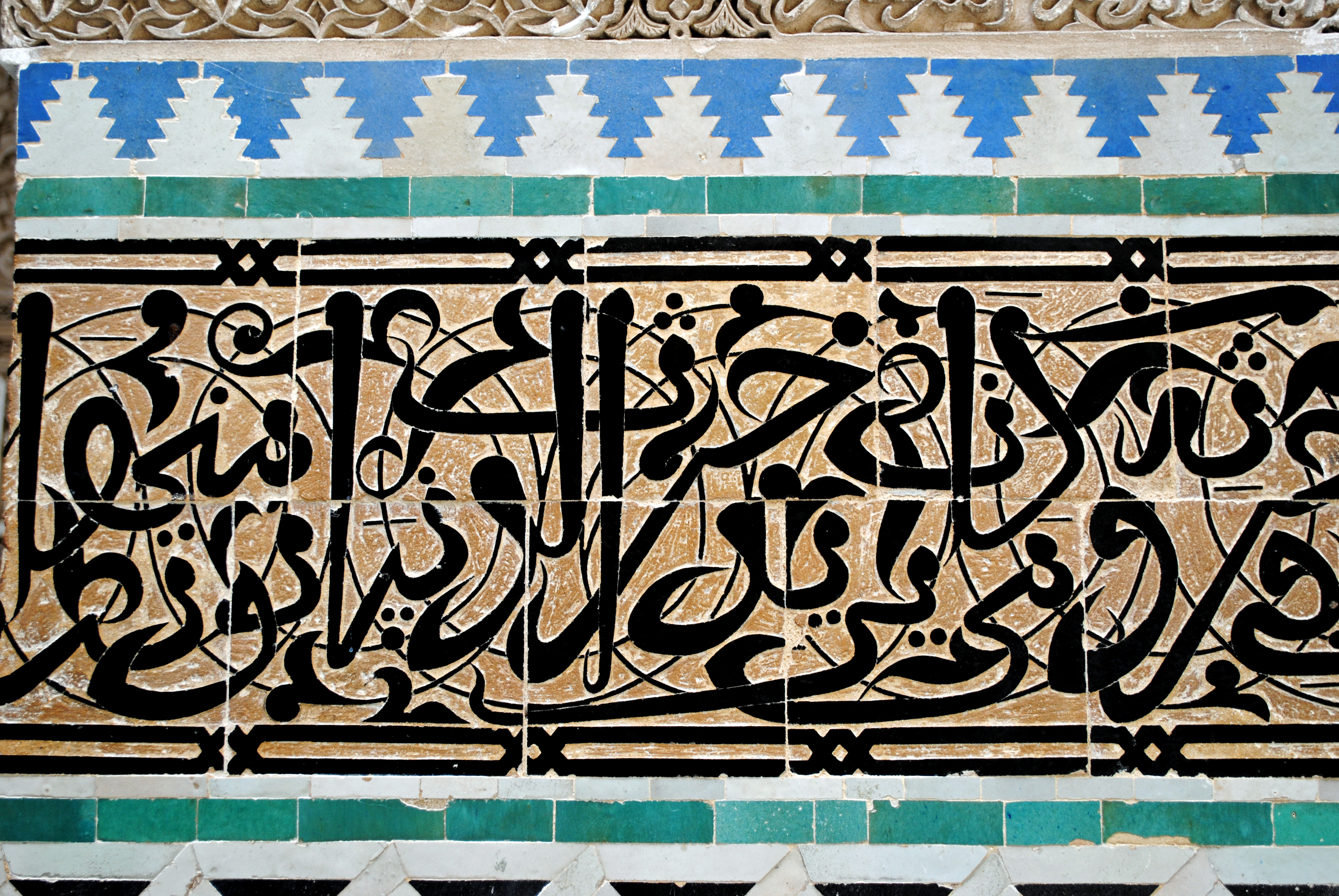
Kacheldekor
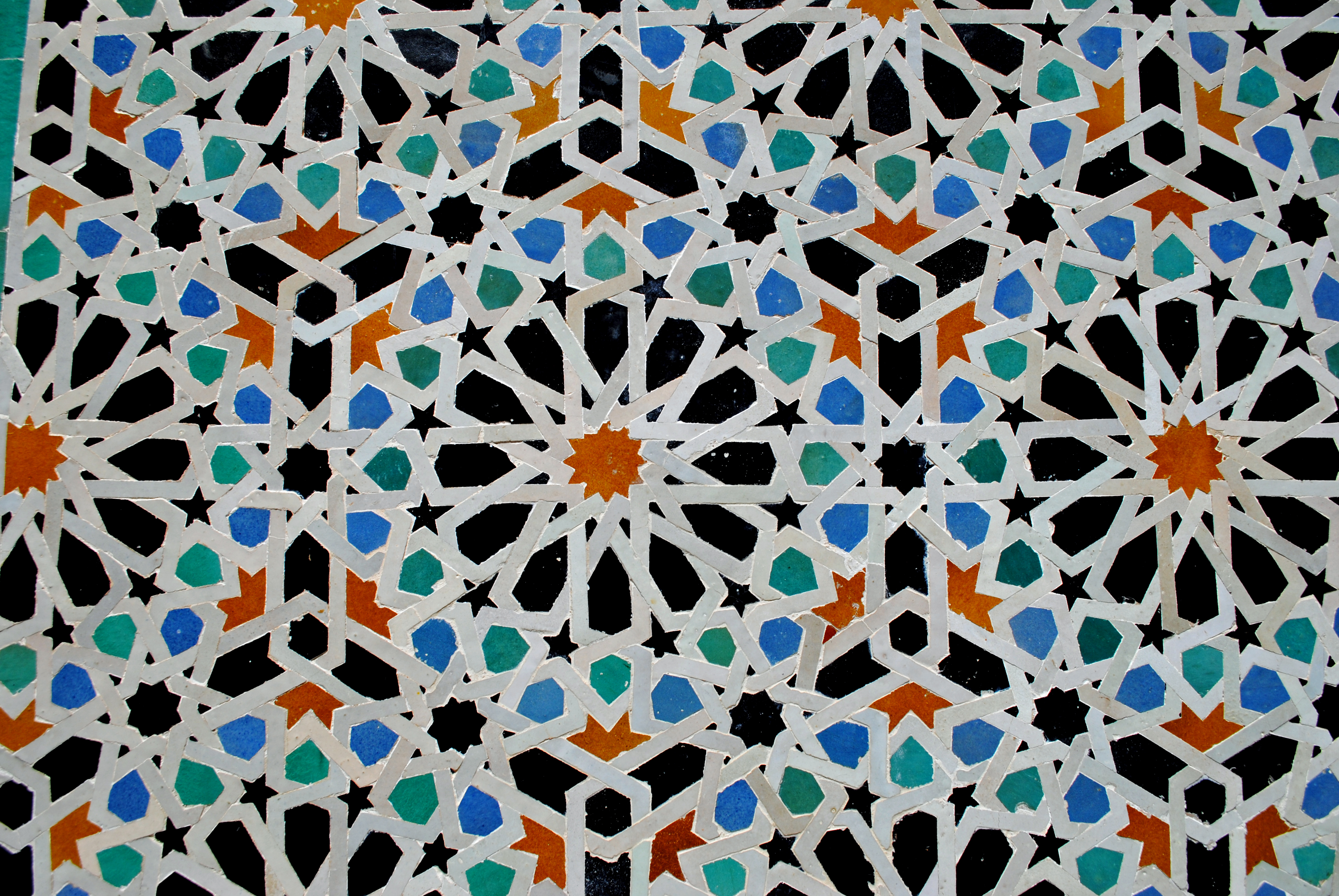
Kacheldekor
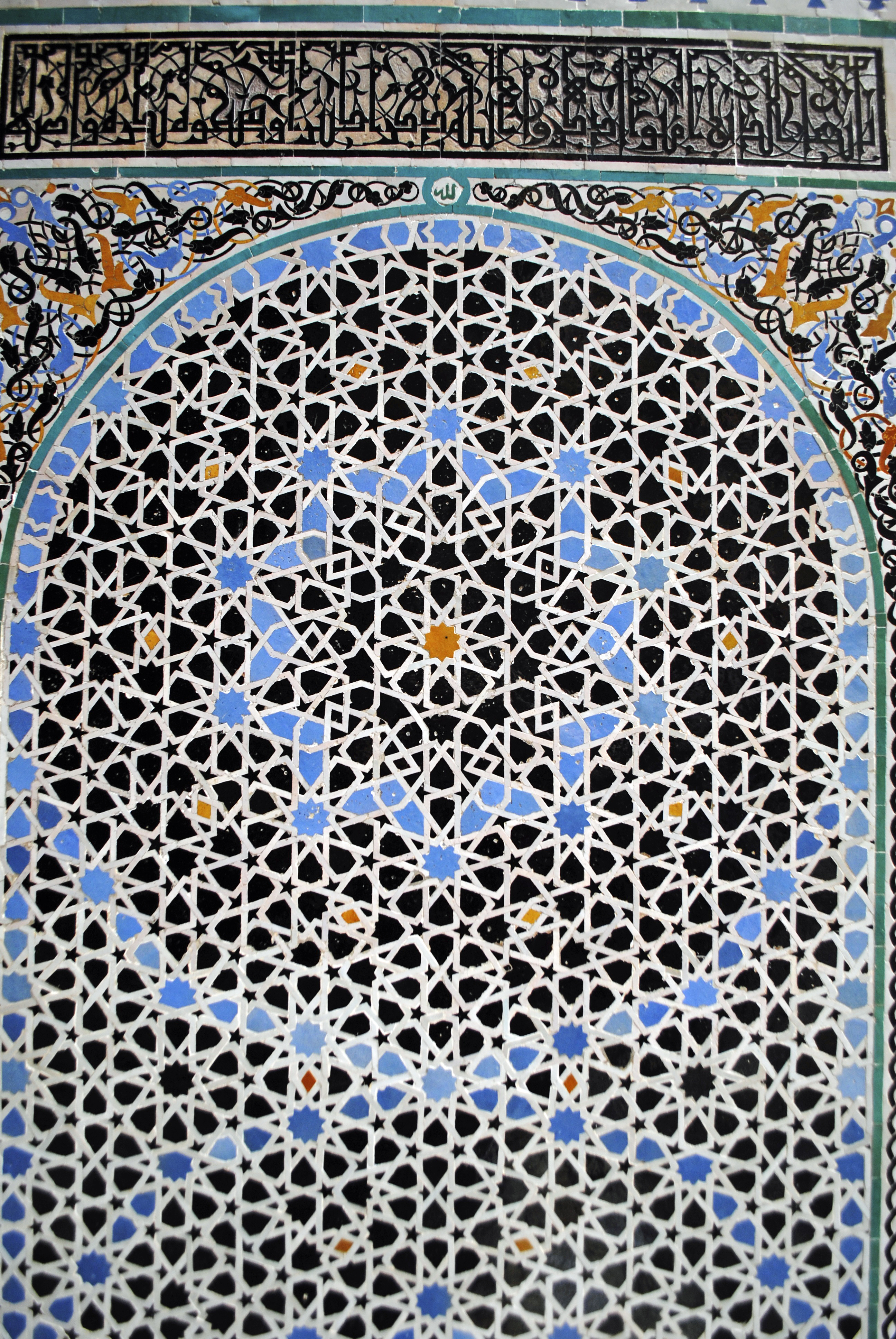
Kacheldekor
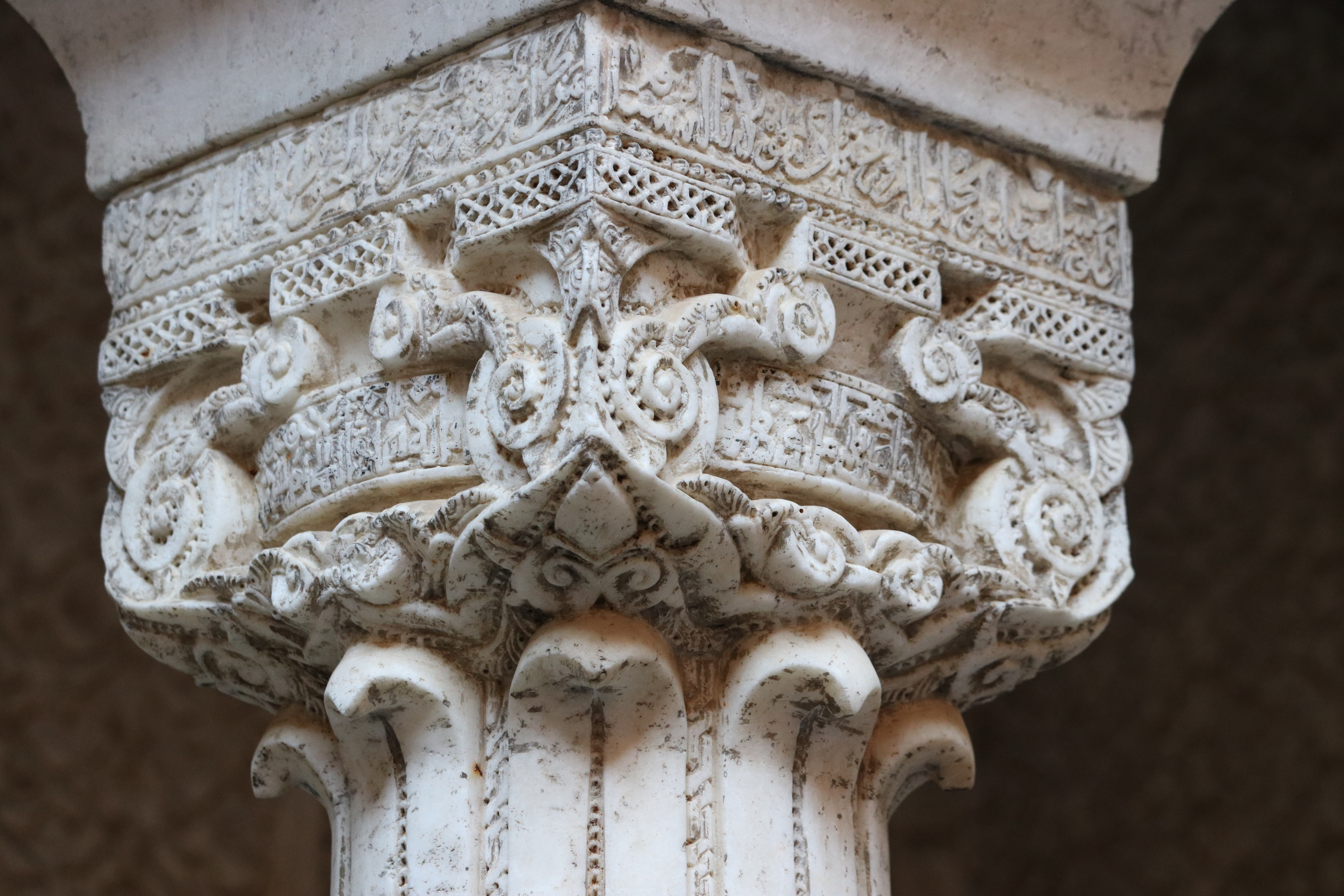
Kapitell